# Rue de la Pierre-Large
La rue de la Pierre-Large (en alsacien : Am Breite Stein) est une voie de Strasbourg rattachée administrativement au quartier Centre, qui va du quai Sainte-Attale (ancien quai Saint-Étienne), dans le prolongement du pont Saint-Guillaume, jusqu'à la rue des Veaux. Elle longe le collège épiscopal Saint-Étienne.

## Toponymie

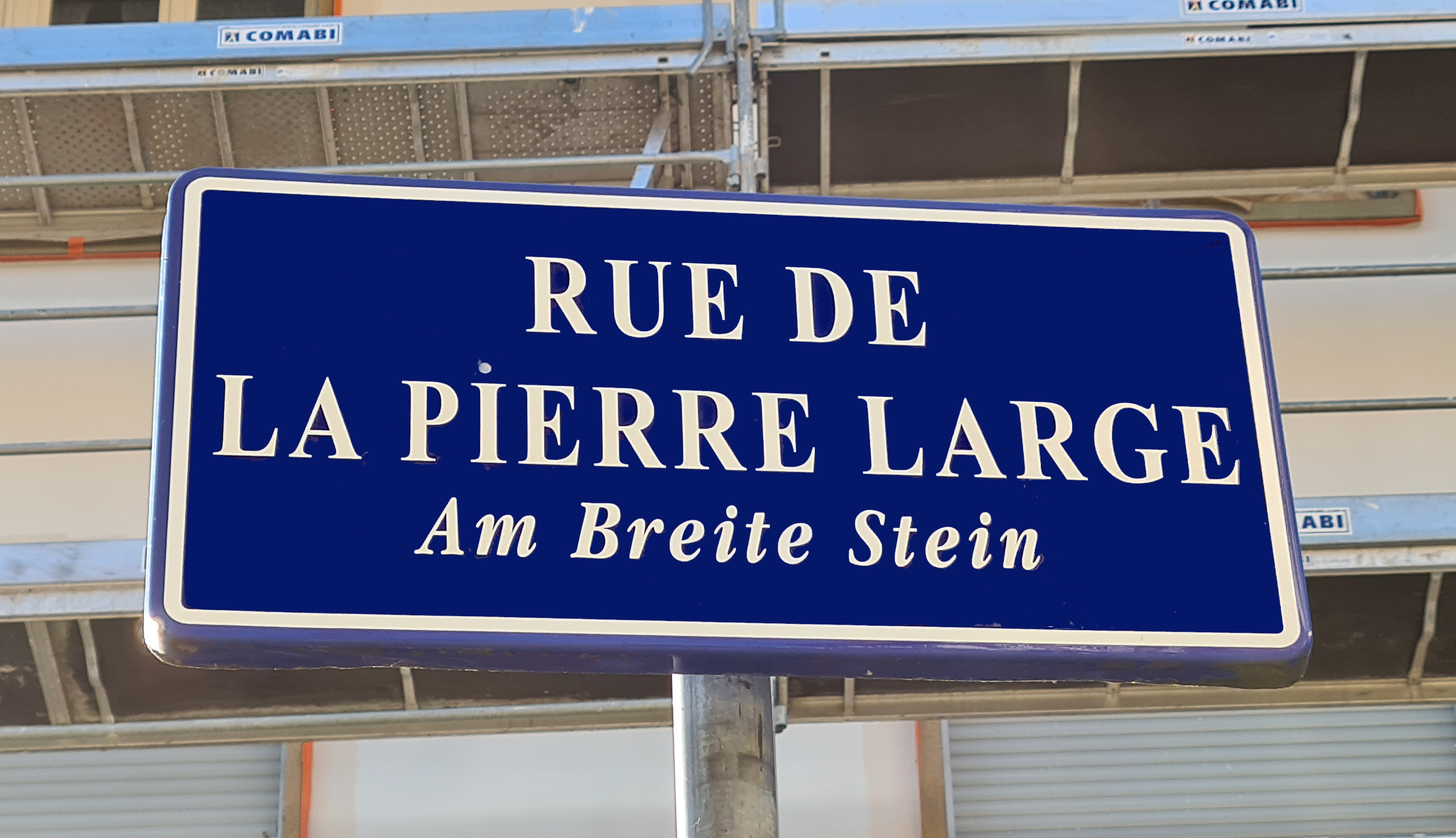
Plaque bilingue, en français et en alsacien.

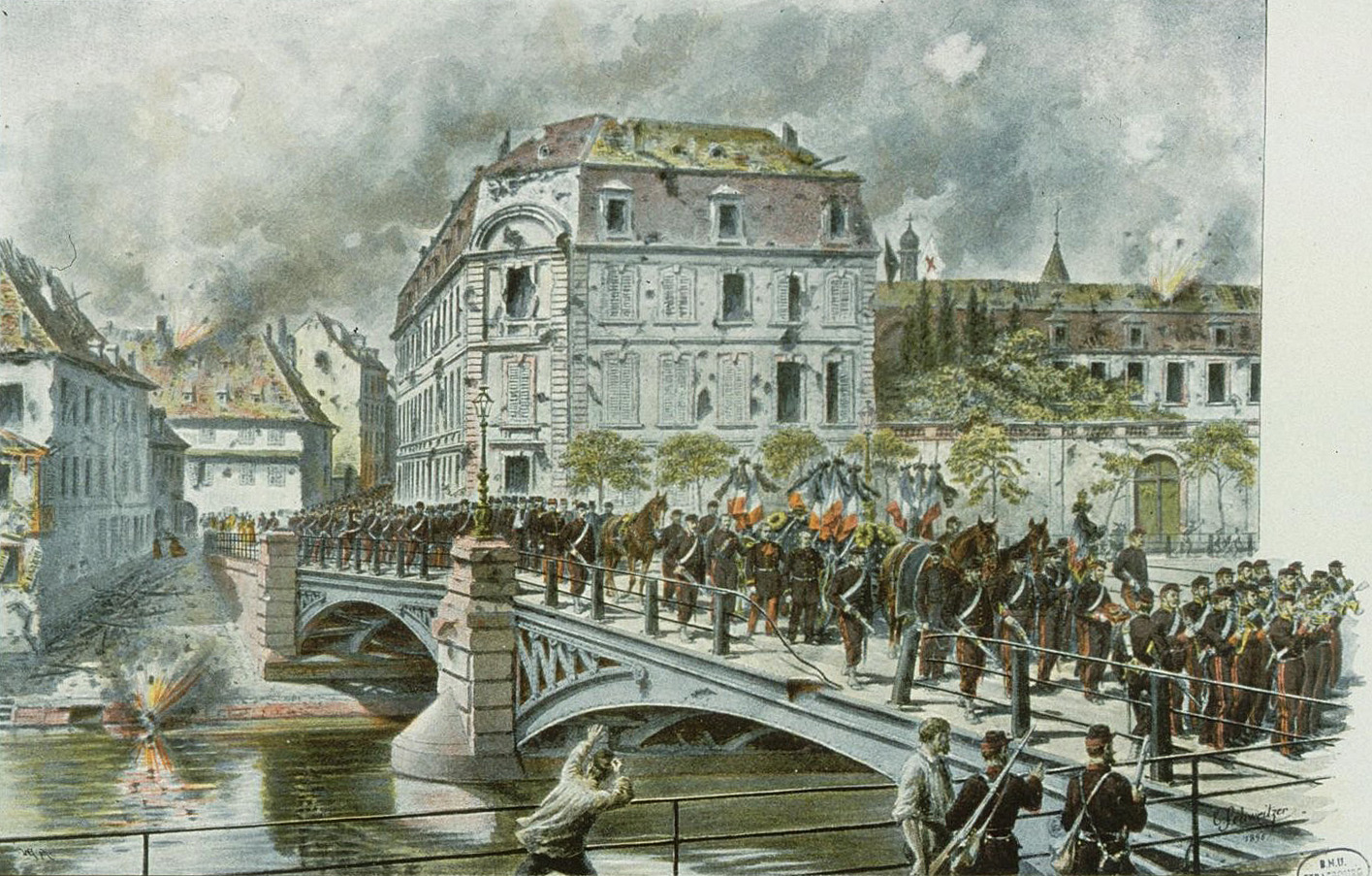
Le convoi funèbre du colonel Fiévet passant dans la rue et sur le pont en 1870 (Émile Schweitzer).

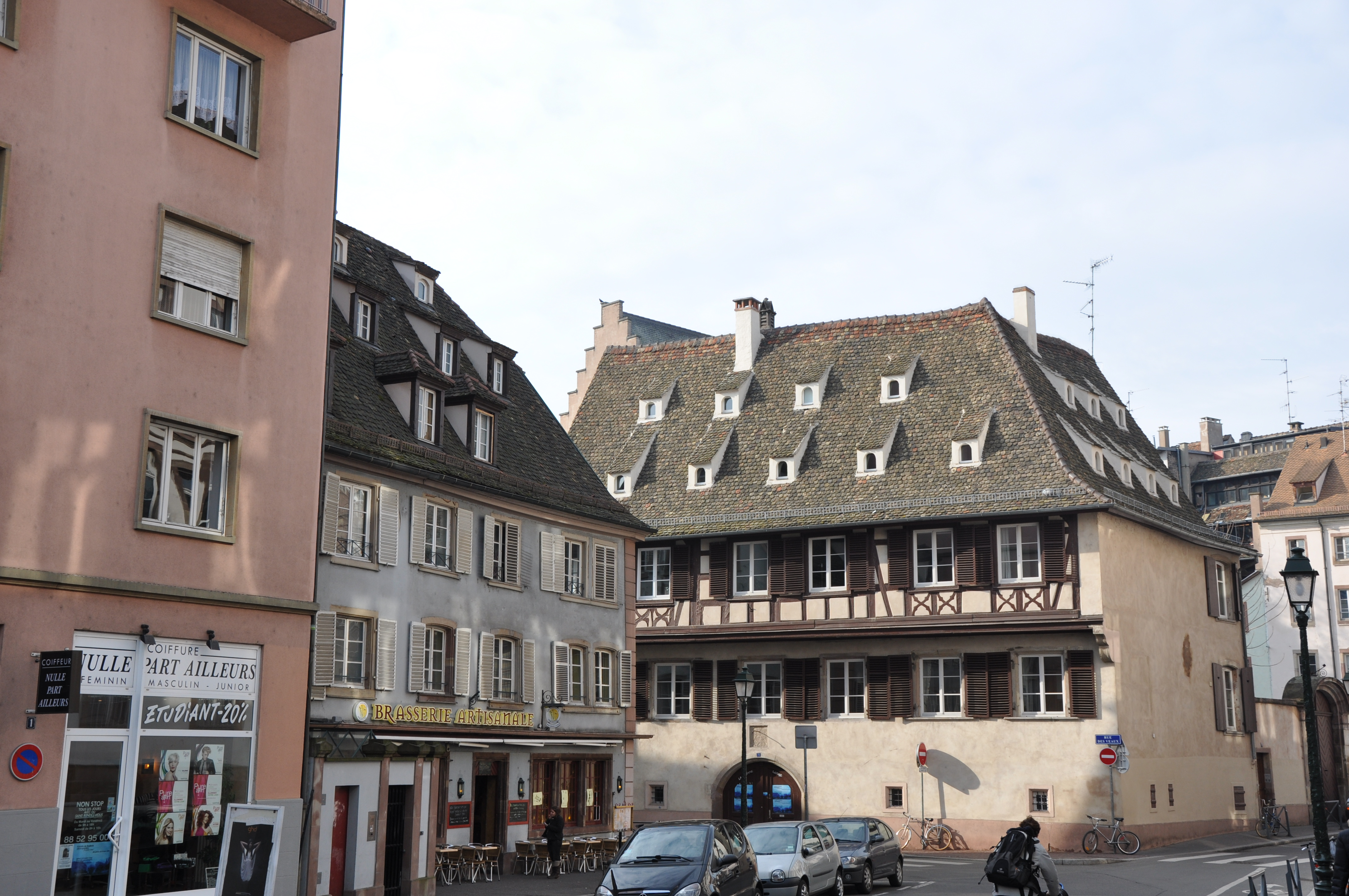
À l'angle de la rue des Veaux.

La rue porte successivement les dénominations suivantes, en latin, en allemand ou en français :  Lata Strata (1000), Webergasse (1277), Bei St Steffan (vers le XVe siècle), Am breiten Stein (1770), rue de la Trompette (1794), rue de la Pierre Large (1817), rue Saint-Étienne (1856), Am Breiten Stein (1872), Am Breitenstein (1882), rue de la Pierre Large (1918), Am Breiten Stein (1940), rue de la Pierre Large (1945).
À partir de 1995, des plaques de rues bilingues, à la fois en français et en alsacien, sont mises en place par la municipalité lorsque les noms de rue traditionnels étaient encore en usage dans le parler strasbourgeois. La rue est ainsi sous-titrée Am Breite Stein.